# Jelizaveta Kuličkovová
Jelizaveta Dmitrijevna Kuličkovová, rusky Елизавета Дмитриевна Куличкова, Jelizaveta Dmitrijevna Kuličkova (* 12. dubna 1996 Novosibirsk) je ruská profesionální tenistka a vítězka juniorské dvouhry i čtyřhry na Australian Open 2014. Ve své dosavadní kariéře na okruhu WTA Tour nevyhrála žádný turnaj. V rámci okruhu ITF získala do září 2015 šest titulů ve dvouhře.
Na žebříčku WTA byla ve dvouhře nejvýše klasifikována v červnu 2015 na 107. místě a ve čtyřhře pak v červenci 2014 na 460. místě. Na světovém kombinovaném žebříčku IZF juniorů figurovala nejvýše v květnu 2012 na 3. příčce. Trénuje ji Jurij Kuličkov.
V ruském fedcupovém týmu neodehrála k listopadu 2015 žádné utkání.

## Tenisová kariéra
Na okruhu ITF debutovala v sezóně 2011. První zápas na okruhu WTA Tour odehrála na prosincovém Kremlin Cupu 2012, když obdržela divokou kartu do kvalifikace. V jejím úvodním kole však nestačila na Ukrajinku Irinu Burjačokovou po třísetovém průběhu. V hlavní soutěži pak zažila premiéru na Istanbul Cupu 2014, kde postoupila z kvalifikace. V prvním utkání skončila na raketě Izraelky Šachar Pe'erové.
V úvodních kolech vypadla také na Hong Kong Tennis Open 2014 a Korea Open 2014. Debutovou výhru v hlavní soutěži zaznamenala na Tianjin Open 2014 v čínském Tchien-ťinu, když zdolala světovou sedmdesátku Sílviu Solerovou Espinosovou ze Španělska, aby ji následně vyřadila druhá nasazená a 22. hráčka žebříčku Pcheng Šuaj. Premiérové čtvrtfinále si zahrála na únorovém Malaysian Open 2015, na němž vyřadila sedmou nasazenou Srbku Bojanu Jovanovskou i Julii Putincevovou. Mezi poslední osmičkou nenašla recept na tchajwanskou hráčku Sie Šu-wej.

## Finále na okruhu ITF
| $100,000 tournaments |
| $75,000 tournaments  |
| $50,000 tournaments  |
| $25,000 tournaments  |
| $15,000 tournaments  |
| $10,000 tournaments  |

### Dvouhra: 8 (6–2)
| Stav       | č. | datum             | turnaj                 | povrch | soupeřka ve finále  | výsledek      |
| ---------- | -- | ----------------- | ---------------------- | ------ | ------------------- | ------------- |
| Vítězka    | 1. | 23. dubna 2012    | Antalya, Turecko       | tvrdý  | Dalila Jakupovićová | 7–5, 6–2      |
| Vítězka    | 1. | 22. dubna 2013    | Istanbul, Turecko      | tvrdý  | Donna Vekićová      | 4–6, 6–7(4–7) |
| Vítězka    | 2. | 8. července 2013  | Istanbul, Turecko      | tvrdý  | Kateryna Kozlovová  | 6–3, 4–6, 6–0 |
| Vítězka    | 3. | 30. prosince 2013 | Hongkong               | tvrdý  | Zarina Dijasová     | 6–2, 6–2      |
| Finalistka | 2. | 27. ledna 2014    | Burnie, Austrálie      | tvrdý  | Misa Egučiová       | 6–4, 2–6, 3–6 |
| Vítězka    | 4. | 16. června 2014   | Lenzerheide, Švýcarsko | antuka | Louisa Chiricová    | 7–5, 6–2      |
| Vítězka    | 5. | 13. října 2014    | Bangkok, Thajsko       | tvrdý  | Lesley Kerkhoveová  | 6–1, 6–0      |
| Vítězka    | 6. | 23. května 2015   | Kanton, ČLR            | tvrdý  | Jeļena Ostapenková  | 6–1, 5–7, 7–5 |

### Čtyřhra: 1 (0–1)
| Stav       | č. | datum              | turnaj         | povrch      | spoluhráčka         | soupeřky ve finále                      | výsledek      |
| ---------- | -- | ------------------ | -------------- | ----------- | ------------------- | --------------------------------------- | ------------- |
| Finalistka | 1. | 18. listopadu 2013 | Buča, Ukrajina | koberec (h) | Anhelina Kalininová | Sofia Šapatavová Anastasija Vasyljevová | 6–7(4–7), 2–6 |

## Finále na juniorce Grand Slamu

### Dvouhra juniorek: 1 (1–0)
| Stav    | rok  | turnaj          | povrch | soupeřka ve finále | výsledek |
| ------- | ---- | --------------- | ------ | ------------------ | -------- |
| Vítězka | 2014 | Australian Open | tvrdý  | Jana Fettová       | 6–2, 6–1 |

### Čtyřhra juniorek: 1 (1–0)
| Stav    | rok  | turnaj          | povrch | spoluhráčka         | soupeřky ve finále                | výsledek |
| ------- | ---- | --------------- | ------ | ------------------- | --------------------------------- | -------- |
| Vítězka | 2014 | Australian Open | tvrdý  | Anhelina Kalininová | Katie Boulterová Ivana Jorovićová | 6–4, 6–2 |